# 索元禮
索元禮（7世纪—691年），唐朝和武周时代的酷吏。他以残酷的手段对待武则天怀疑反对她的人，在他被大多数人仇视的时候，他又被武则天处死平息民愤。
索元礼是胡人，684年，武则天为皇太后称制，唐睿宗无权，英国公李敬业造反之后，武则天开始鼓励秘密检举心怀不轨者。索元礼得知后，开始秘密检举，被武则天召见，封为游击将军。为推使。即洛州牧院为制狱，作铁笼箍住囚犯的头，敲入楔子，至脑裂而死。又用横木夹住手足旋转，号称“晒翅”。或者把囚犯绑到梁上，头上系着石头垂下。审讯一囚，穷根问底，相牵联至数百人也不算完，官员因此恐惧。武则天每次接见都重重赏赐，树立他的威势，所以他杀人最多。当时来俊臣、周興接踵而起，天下称之为“来、索”。薛怀义刚刚显贵的时候，索元礼养他为义子，所以更为武则天信任。他任内贪赃枉法，以酷刑逼供，牵连无辜，冤死达数千人。691年，因为他苛猛也收受贿赂，武则天为平息民愤、争取人心，将他下狱，索元礼不服，审案的吏员说：“把索元礼箍头的铁笼取来！”索元礼只好服罪，死在狱中。

### 制狱
索元礼死后，制狱由来俊臣、侯思止、徐有功、杜景俭掌管，当时人称云：“遇徐、杜者必生，遇来、侯者必死。”在《旧唐书》左台御史周矩的奏章中记载，制狱中的刑罚有：
- 号为“狱持”，令人生不如死。
  - 泥耳笼头，
  - 枷研楔毂，
  - 折胁签爪，
  - 懸髮薰耳，
  - 卧邻秽溺，
- 号曰“宿囚”
  - 累日节食，连宵缓问，昼夜摇撼，使不得眠
- 十号大枷，：一曰定百脉，二曰喘不得，三曰突地吼，四曰著即承，五曰失魂胆，六曰实同反，七曰反是实，八曰死猪愁，九曰求即死，十曰求破家。

## 延伸阅读
[在维基数据编辑]
 《舊唐書·卷186上》，出自刘昫《舊唐書》
 《新唐書·卷209》，出自《新唐書》